# Pita kápová
Pita kápová nebo také pita kápovitá (Pitta sordida) je druh pěvce vyskytující se v JV Asii.
Samec i samice mají stejné zbarvení. Tělo je převážně zelené, hlava černá s rezavou čepičkou.
Potravu hledá na zemi, kde také hnízdí. Hnízdo je budováno samcem i samicí a také rodičovské povinnosti vykonávají oba rodiče. Při nebezpečí agresivně odhánějí potenciální hrozbu. Hnízdo je postaveno z malých větví a silnějších stonků a je vyplněné jemným materiálem. Typická je hlasová komunikace mezi jedinci.
Tento druh je v seznamu IUCN řazen jako málo dotčený.
Žije zejména lesích, a to smíšených i listnatých, i na plantážích, a to v podhůří Himálaje, v Indonésii, na Filipínách a na Nové Guineji. Živí se částmi rostlin a bezobratlými živočichy.
Dosahuje délky 16 až 19 cm a váhy 42 až 70 gramů.

## Poddruhy
Je rozlišováno dvanáct poddruhů (příp. deset poddruhů):
- Pitta sordida abbotti (Richmond, 1902) – Nikobarské ostrovy
- Pitta sordida bangkana (Schlegel, 1863) – Bangka, Billiton
- Pitta sordida cucullata (Hartlaub, 1843) – od Himálaje k Malajsii, Indočína
- Pitta sordida forsteni (Bonaparte, 1850) – Sulawesi
- Pitta sordida goodfellowi (C. M. N. White, 1937) – ostrovy Aru
- Pitta sordida mefoorana (Schlegel, 1874) – ostrov Numfor
- Pitta sordida mefoorana (Schlegel, 1874)
- Pitta sordida mulleri (Bonaparte, 1850) – Sumatra, Jáva, Borneo, jižní Thajsko, Malajsie
- Pitta sordida novaeguineae (Müller & Schlegel, 1845) – Nová Guinea, Karkar
- Pitta sordida palawanensis (Parkes, 1960) – ostrovy Balabak a Palawan
- Pitta sordida rosenbergii (Schlegel, 1871) – Biak
- Pitta sordida sanghirana (Schlegel, 1866) – ostrovy Sangihe
- Pitta sordida sordida (Müller, 1776) – Filipíny kromě Palawanu

## Chov v zoo
Tento druh patří k raritně chovaným. V evropských zoo byl v prosinci 2019 chován jen ve čtyřech zoo: dvou ve Spojeném království, jedné v Německu a jedné v Česku (Zoo Praha). V českých zoo byla historicky pita kápová chována rovněž v Zoo Dvůr Králové.

### Chov v Zoo Praha
V Zoo Praha je k vidění od 28. září 2019, kdy byl veřejnosti zpřístupněn Rákosův pavilon s exotickými ptáky. Obývá expozic Filipíny, jejímž vlajkovým druhem je mada modrotemenný. V době otevření pavilonu byl k vidění jeden jedinec.
První jasně doložení jedinci byli do zoo dovezeni v roce 1999.
V prosinci 2019 šlo o jedinou českou zoo s tímto druhem a zároveň jedinou evropskou zoo s poddruhem Pitta sordida cucullata.